# フランシス・ジェファーズ
フランシス・ジェファーズ（Francis Jeffers 、1981年1月25日 - ）は、イングランド・リヴァプール出身の元プロサッカー選手。現役時代のポジションはFW。

## 選手経歴

### クラブ
地元クラブであるエヴァートンFCの下部組織出身。 1997年12月に弱冠16歳にしてプロデビューを飾った。リザーブチームでは1998年にFAユースカップを制覇。1999–2000シーズンのプレミアリーグでは21試合に出場し6ゴールをマークした。
エヴァートンや代表での活躍がアーセン・ヴェンゲル監督の目にとまり、2001年4月に800万ポンド+出来高200万ポンドの移籍金でアーセナルFCが獲得。「ボックス内のキツネ」として活躍が期待されたが、故障を繰り返しティエリ・アンリやシルヴァン・ヴィルトールの控えに回された。結局在籍3シーズン（最終シーズンはエヴァートンにレンタル）で公式戦でのゴールは僅か8ゴールに留まり、2004年8月に260万ポンドでチャールトン・アスレティックFCに放出された。
その後は様々なクラブを転々とし、プレミアリーグでプレーしたのはブラックバーン・ローヴァーズFCに在籍した2006-07シーズンが最後になった。2012-13シーズン終了後にアクリントン・スタンリーFCを退団してからはフリーの状態が続き、いくつかのクラブでトライアルを受けたものの契約には至らず、そのまま引退となった。

### 代表
U-15年代からイングランド代表に選出されていた。U-21代表では16試合に出場しアラン・シアラーに並ぶ13ゴールを挙げた。
2003年2月に開催されたオーストラリア代表との親善試合で初キャップ。さらに初ゴールも挙げた。A代表での出場はこれが最初で最後になった。
代表でのゴール
| No. | 開催日        | 会場                 | 対戦国         | スコア | 最終結果 | 試合概要 | Ref    |
| --- | ------------- | -------------------- | -------------- | ------ | -------- | -------- | ------ |
| 1   | 2003年2月12日 | ブーリン・グラウンド | オーストラリア | 1–2    | 1–3      | 親善試合 | [ 14 ] |

## 指導者歴
2014年からボランティアで古巣エヴァートンのアカデミーで働いた。2016年10月、正式にコーチに就任。